# المتنبی
ابوطیّب مُـتَـنَـبّی (۳۰۳-۳۵۴ ق) (نسب: ابوالطَیّب احمد بن حسین بن حسن بن عبدالصمد جُعفی کِندی کوفی)، ادیب و شاعر برجستهٔ عرب در سدهٔ چهارم قمری بود. وی شاعر معروف دورۀ خلافت عباسی در دربار امیر سیف الدولة حمدانی در حلب بود، و برای او ۳۰۰ صفحه شعر سرود. به‌عنوان یکی از بزرگ‌ترین، برجسته‌ترین و تأثیرگذارترین شاعران عرب‌زبان، بسیاری از اشعار او به بیش از ۲۰ زبانِ جهان ترجمه شده‌است. اشعار او عمدتاً حول محور ستایش پادشاهانی است که در زمان حیاتش از آنها دیدن کرده بود. او سرودن شعر را در ۹سالگی آغاز کرد. او به هوش سرشار و شوخ‌طبعی مشهور است. متنبی به‌خاطر اشعارش بسیار به خود می‌بالید. در میان موضوعات شعری وی شجاعت، فلسفۀ زندگی و توصیف جنگ‌ها به چشم می‌خورد. بسیاری از اشعار او در جهان امروز عرب بسیار رواج داشته و دارند و تبدیل به ضرب‌المثل شده‌اند. استعداد شگرف او، وی را به بسیاری از رهبران عصر خود نزدیک ساخت. 

## کودکی و جوانی
کنیهٔ متنبی ابوطَیّب و نامش احمد است. وی در سال ۳۰۳ ق در حوالی کوفه زاده شد. نسب پدری او به قبیلۀ بنی جعفی از اعراب جنوبی می‌رسد. لقب کندی او، به منطقه‌ای که در آن زاده شده منسوب است. به‌خاطر استعداد شاعری و ادعای نسبِ صالحِ پیامبر، او در دمشق سوریه به تحصیل پرداخت. هنگامی که قرمطیان در ۳۱۲ قمری کوفه را تصرف کردند، او به آنها پیوست و در میان بنی کلب و سایر قبایل بادیه‌نشین زندگی کرد. با فراگیری نظریه و گفتمان آنها، او پیروان زیادی پیدا کرد، تا جایی که ادعای نبوت کرد — از همین رو متنبی (مدعیِ نبوت) نامیده می‌شود — درسال ۳۲۰ قرمطیان را در سوریه رهبری کرد. پس از دستگیری و دو سال زندانی شدن توسط اخشید، والی حُمْص، در ۳۲۳ دست از این کار برداشت و تبدیل به شاعری سرگردان شد. در طی این دوران، او نخستین اشعار معروفش را سرود. جاه‌طلبی‌های سیاسی او برای والی شدن، او را روانۀ دربار سیف الدولة و کافور اخشیدی نمود اما جاه‌طلبی وی به جایی نرسید.

## متنبی و سیف الدوله
متنبی در دورانی می‌زیست که خلافت عباسی شروع به فروپاشی کرد، بسیاری از ولایات حکومت اسلامی از لحاظ سیاسی و نظامی از خلافت ضعیف عباسی مستقل شده بودند. ریاست این ایالت‌ها با امارت حلب بود. او شروع به سرودن مدایحی به سبک سنتی کرد که توسط ابوتمام و بُحْتُری شاعر پایه‌گذاری شده بودند. در سال 336 قمری وی به سیف الدوله شاه‌زادهٔ شاعرپیشهٔ حمدانیِ شمالِ سوریه پیوست. وی در همین سال به دربار سیف الدوله ملحق شد. سیف الدوله کاملا درگیر جنگ با امپراتوری بیزانس واقع در آسیای صغیر بود که متنبی نیز او را همراهی می‌کرد. در طی نه سال اقامت در دربار سیف الدوله، متنبی بزرگ‌ترین و مشهورترین اشعار خود را سرود. او در ستایش حامیانش مدایحی سرود که شاهکارهای شعر عربی به شمار می‌آیند. در طی اقامت در حلب، رقابت شدیدی میان متنبی و بسیاری از دانشمندان و شاعران دربار سیف الدوله در گرفت، یکی از این شاعران ابوفراس حمدانی، پسرعموی سیف الدوله بود. علاوه بر این، متنبی محبوبیت خود را نزد سیف الدوله به‌خاطر بلندپروازی‌های سیاسی برای رسیدن به ولایت از دست داد. اواخر این دوره مملو از دسیسه‌ها و حسادت‌هایی بود که با خروج متنبی از سوریه به مصر به اوج خود رسید که اخشیدیان در آنجا به نام خود حکومت می‌کردند.

## متنبی در مصر
متنبی پس از ترک سیف الدوله به دربار کافور اخشیدی پیوست، اما کافور نیات متنبی را رد کرد و مدعی شد که آنها تهدیدی برای موقعیت او هستند. متنبی دریافت که آرزوهای او برای تبدیل شدن به یک دولتمرد محقق نخواهد شد و او مصر را در سال ۳۴۹ قمری ترک کرد. پس از ترک مصر، او کافور را با قصاید نیشدار مورد انتقاد قرار داد.

## اشعار و ضرب‌المثل‌ها

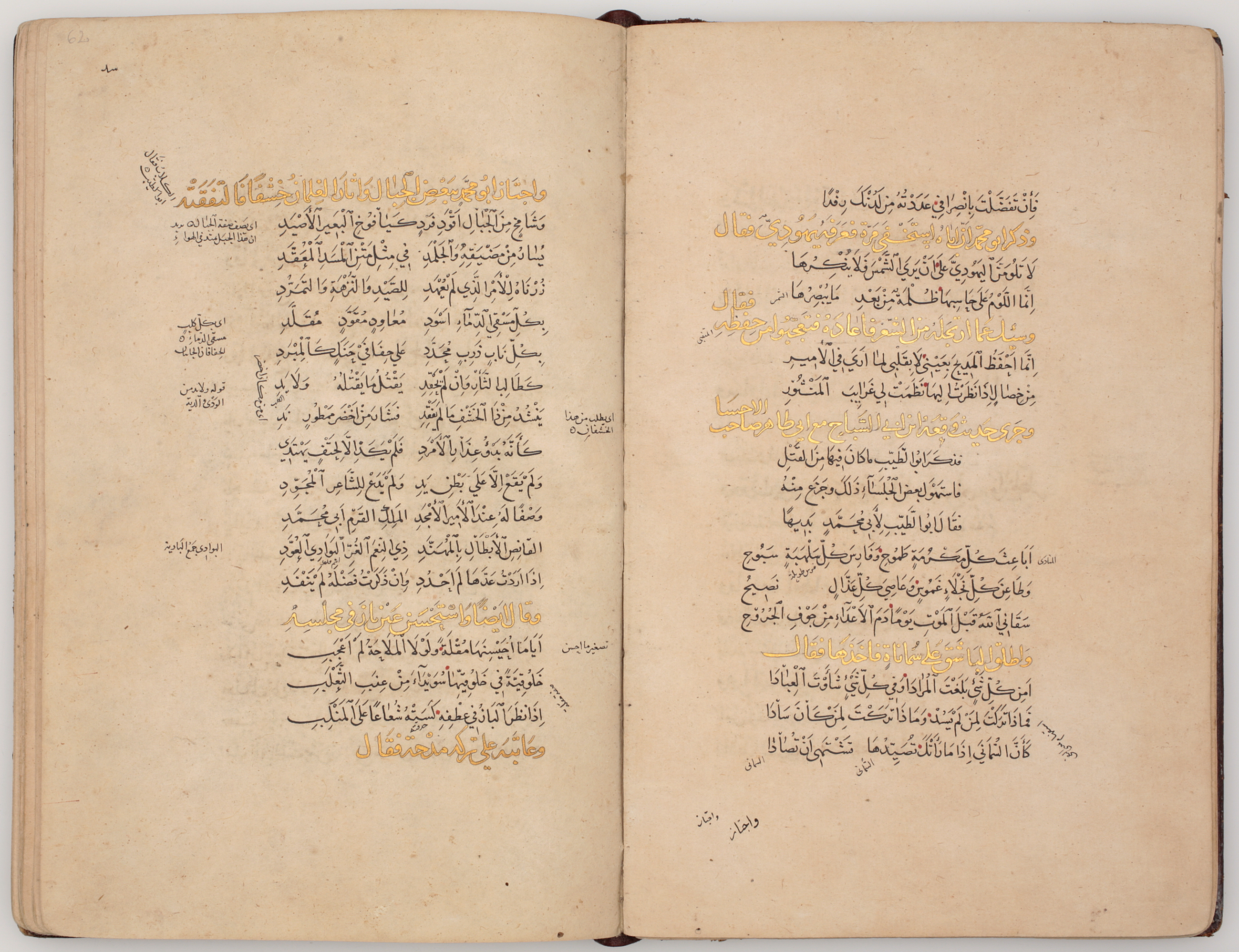
دیوانِ اشعارِ متنبی از اوایلِ سدهٔ ۱۴ م. در ایران.

به نظر می‌رسد ماهیت خودشیدایی متنبی چندین بار او را به دردسر انداخته است و شاید دلیل کشته شدن او باشد. این را می‌توان در شعر او مشاهده کرد که غالباً متکبرانه است:
او در شعر معروفی از قدرت شخصیت و آزادی ناشی از شناخت خود صحبت می‌کند.
| أنا الذي نَظَرَ الأعمىٰ إلىٰ أدبي |  | و أسمَعَت كَلِماتي مَن به صَمَمُ      |
| الخَيلُ واللَيلُ والبَيداءُ تَعرِفني |  | والسيفُ والرُّمحُ والقِرطاسُ والقلمُ |

من آنم که حتی کوران شعرم را می‌بینند و حتی کَران کلماتم را می‌شنوند.
اسب و شب و صحرا، شمشیر و نیزه و کاغذ و قلم نیز مرا می‌شناسند.

این گفتارهای او نیز معروف است:
| إذا رأيتَ نيوبَ الليثِ بارزةً |  | فلا تظنن أن الليثَ يبتسمُ |

وقتی دندان‌های نیش شیر را دیدی، گمان مبر که شیر در حال لبخند زدن است.
| ما كل ما يتمنى المرء يدركه |  | تجري الرياح بما لا تشتهي السفن |

نه هر آنچه آدمی آرزو کند بدست آرد، بادها در خلاف جهت حرکت کشتی می‌وزند.
| إذا غامَرْتَ في شَرَفٍ مَرُومِ |  | فلا تَقنَعْ بما دونَ النّجومِ |

هرگاه در پی رسیدن به آرزوهای بلند هستی، به کمتر از ستارگان راضی نباش. 

## معنای واژهٔ متنبی
متنبی یعنی کسی که ادعای پیغمبر بودن نموده‌است ولی ابوطیب متنبی معتقد به دیانت اسلام و مذهب تشیع بود و پیغمبری محمد را قبول داشت و ادعای نبوت نداشت.

## اثرپذیرفتگان از وی
در زبان فارسی، سعدی به اشعار وی نظر دارد. الوساطه بین المتنبی و خصومه یکی از کتاب‌های مشهوری است که درباره‌اش نوشته شده. ابوالعلا معری بسیار به متنبی عقیده داشت و او را بزرگ‌ترین شاعر جهان می‌دانست و کتاب: «معجز احمد» معری دربارهٔ متنبی است.

## مذهب
متنبی شیعه بود و با سیف الدوله حمدانی و خاندان حمدانی‌های شیعه در حلب مرتبط بود؛ و اشعار بسیاری در مدح آن‌ها سروده‌است.

## میراث
نحوی معروف، ابن جنی (۳۲۹-۳۹۱ قمری) شرحی به نامِ «الفسر» (شرح) بر اشعار متنبی نوشته‌است.

## مقام ادبی
وی از بزرگ‌ترین شاعران تمام طول تاریخ عرب است و هیچ شاعری در بین اعراب دیوانش مانند دیوان متنبی و شعر او مورد نقد و استقبال واقع نشده‌است و از این جهت با انوری و حافظ در ادبیات ایران قابل‌مقایسه است.

## خصوصیت شعری
از برجسته‌ترین ویژگی‌های ستایش‌چامه‌های متنبی مبالغه و اغراق می‌باشد؛ او در مدایح خود به ستودن ویژگی‌های معنوی چون دلاوری، گشاده‌دستی، نیرومندی، دانشمندی و تدبیر و غیره بیشتر توجه داشته تا ویژگی‌های مادی و ظاهری مانند زیبایی ظاهری، بسیاری دارایی، بستگان و فرزندان.

### نمونهٔ شعری
- نمونه‌ای از سروده‌ها:

این بیت را او در وصف دلاوری و گشاده‌دستی محمد بن زریق طوسی با مبالغه و اغراق گفته‌است:
| و لحظت انمله فسلن مواهبا |  | و لمست منصله فسال نفوسا |

از سرانگشتان او بخشش می‌ریزد و از دم تیغش خون دشمنان.
متنبی در ستایش علی، پیشوای شیعیان نیز سروده‌های بسیاری دارد که در اغلب چاپ‌های دیوان وی حذف شده‌است. مانند:
| و اذا استطال الشیء قام بنفسسه |  | فصفات ضوء الشمس تذهب باطلا |

- نمونه‌ای دیگر از شعر که در وصف یک درهٔ زیبا نزدیک شیزراز سروده‌است:

| لها ثمر تشیر إلیک منه     |  | بأَشربةٍ وقفن بلا أوان       |
| وأمواهٌ یصِلُّ بها حصاها      |  | صلیل الحَلی فی أیدی الغوانی |
| إذا غنی الحمام الوُرْقُ فیها |  | أجابته أغانیُّ القیان        |

- نمونهٔ دیگر از شعر وی که در وصف فضایل خود می‌گوید و از معروف‌ترین اشعار اوست:

| أنا الذی نظر الأعمی إلی أدبی  |  | و أسمعت کلماتی من به صمم      |
| أنام ملء جفونی عن شواردها     |  | ویسهر الخلق جراها ویختصم      |
| و جاهل مده فی جهله ضحکی       |  | حتی أتته ید فراسة وفم         |
| إذا رأیت نیوب اللیث بارزة     |  | فلا تظنن أن اللیث یبتسم       |
| و مهجة مهجتی من هم صاحبها     |  | أدرکته بجواد ظهره حرم         |
| رجلاه فی الرکض رجل والیدان ید |  | وفعله ماترید الکف والقدم      |
| ومرهف سرت بین الجحفلین به     |  | حتی ضربت وموج الموت یلتطم     |
| الخیل واللیل والبیداء تعرفنی  |  | والسیف والرمح والقرطاس والقلم |

بیت اول این شعر را ابواعلاء معری در وصف خود می‌دانست! و بیت آخر این بیت از عوامل قتل متنبی است.

## عنایت به فلسفه
متنبی علاوه بر شاعری یک فیلسوف بود و در عهد فارابی می‌زیست. اشعار حکیمانهٔ وی که ضرب‌المثل شده‌اند قابل‌مقایسه با قطعات حکیمانهٔ سعدی است.

### نمونه اشعار حکیمانه (ضرب‌المثل)
- و اذا اتتک مذمتی من ناقص/ فهی الشهادة لن بانّی کاملُ
- الخیل واللیل والبیداء تعرفنی / والسیف والرمح والقرطاس والقلم
- خذ ما تراه ودع شیئا سمعت به/ فی طلعة البدر ما یغنیک عن زحل

والهجر أقتل لی مما اراقبه / أنا الغریق فما خوفی من البلل
- عَـلَی قَـدرِ أَهلِ العَـزمِ تَأتِی العَزائِمُ /وتَـأتِی عَـلَی قَـدرِ الکِـرامِ المَکارِم

وتَعظُـم فی عَینِ الصّغِـیرِ صِغارُها/ وتَصغُـر فی عَینِ العَظِیمِ العَظائِمُ
تعداد زیادی از اشعار وی توسط شاعران فارسی به صورت تحت‌اللفظی یا اخذ محتوا و مضمون به شعر فارسی درآمده است.

## درگذشت
علت قتل متنبی، شعری بود که در هجو مردی به نام «ضبه اسدی» سروده بود. ضبه به همراه عمویش فاتک اسدی نقشۀ رهگیری متنبی و پسرش محسد و غلامش را در نزدیکی بغداد کشیدند. ابن رشیق بر آن است که وقتی متنبی فرصت فرار پیدا کرد، مهاجمان برخی از اشعار قدرتمند او در مورد شجاعت را قرائت کردند و او مجبور شد به آنها عمل کند. او جنگید و در سال ۳۵۴ قمری همراه با یارانش درگذشت. مرگ وی شبیه کشته شدن فارابی بود.